# Điểm lưu trú

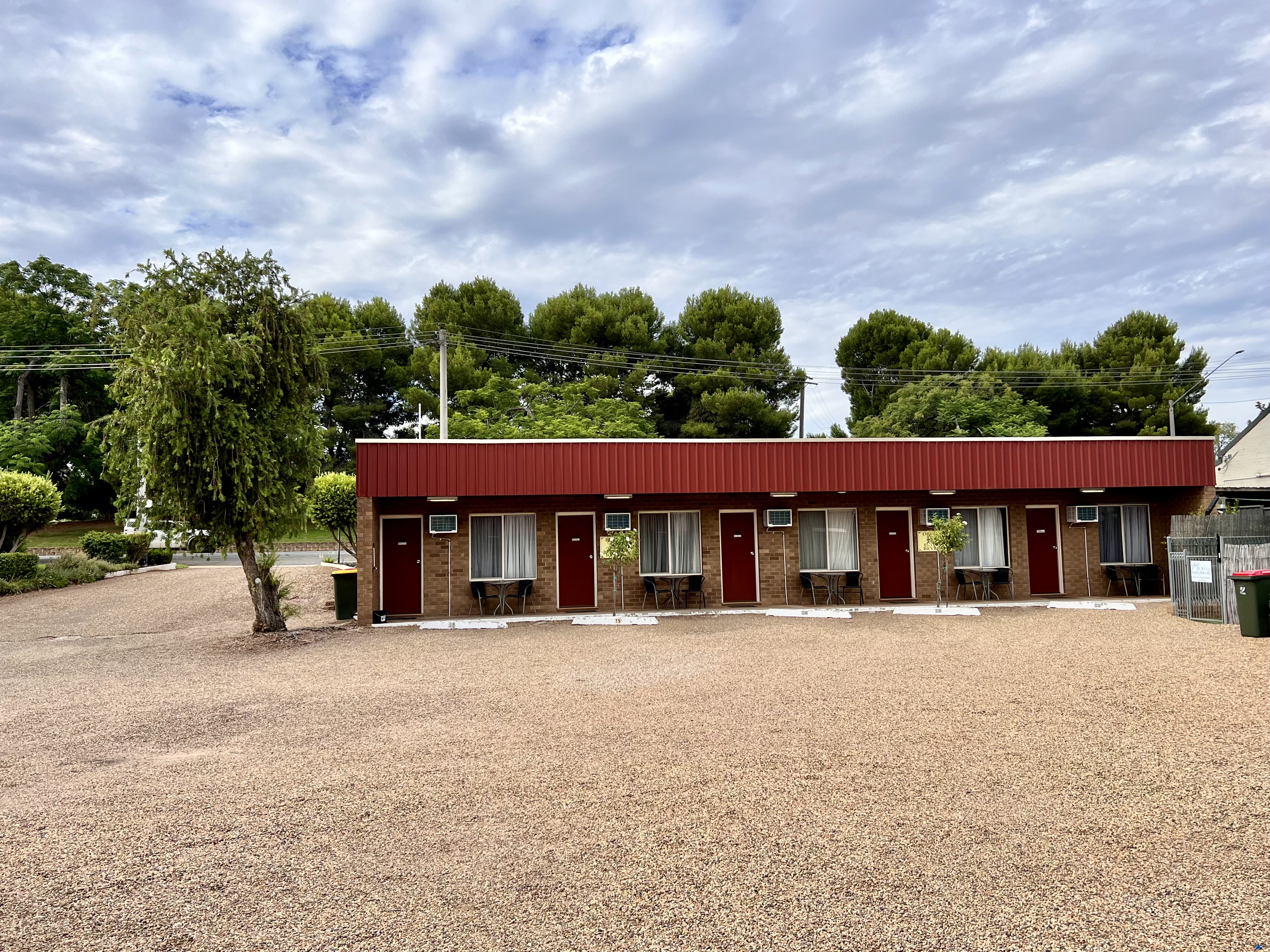
Camellia Motel ở Úc

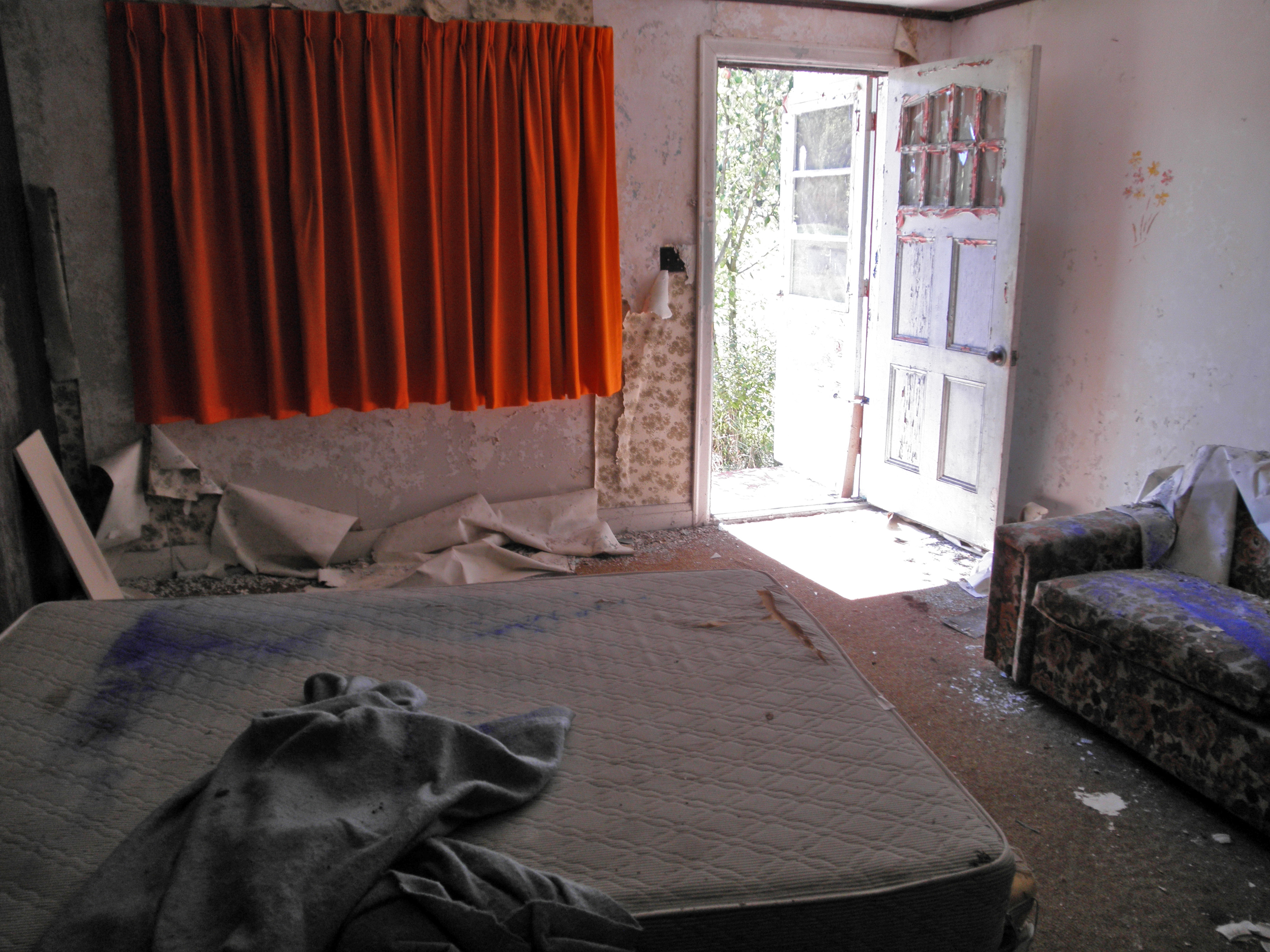
Bên trong một điểm lưu trú ở Pittsburgh

Điểm lưu trú (Motel) còn được gọi là khách sạn mô tô (Motor hotel) hay quán trọ mô tô (Motor inn) hoặc nhà nghỉ mô tô (Motor lodge) là một nhà nghỉ được thiết kế phục vụ cho những người lái ô tô đường dài, thường có mỗi phòng đi vào trực tiếp từ khu vực đỗ xe cơ giới chứ không phải qua sảnh trung tâm. Loại hình đầu tiên là Milestone Mo-Tel của San Luis Obispo, California (nay được gọi là Motel Inn of San Luis Obispo), được xây dựng vào năm 1925. Thuật ngữ này đề cập đến một loại khách sạn bao gồm một tòa nhà duy nhất gồm các phòng thông nhau có cửa đối diện với bãi đậu xe và trong một số trường hợp, một khu vực chung hoặc một loạt cabin nhỏ có bãi đậu xe chung. Các nhà nghỉ ven đường thường thuộc sở hữu cá nhân, mặc dù các chuỗi nhà nghỉ vẫn tồn tại. Đây là loại hình lưu trú cơ sở nhỏ, có cấu trúc đơn giản, nằm dọc theo các con đường quốc lộ. Motel hướng đến đối tượng khách hàng là những người cần một chỗ nghỉ ngơi qua đêm mà không cần các dịch vụ cầu kỳ.
Khi các hệ thống đường cao tốc lớn bắt đầu được phát triển vào những năm 1920 thì các chuyến đi đường dài trở nên phổ biến hơn và nhu cầu về các địa điểm lưu trú qua đêm rẻ tiền, dễ tiếp cận gần các tuyến đường chính đã dẫn đến sự phát triển của khái niệm nhà trọ mô tô. Các nhà nghỉ ven đường đạt mức phổ biến cao nhất vào những năm 1960 với lượng khách du lịch bằng ô tô ngày càng tăng, chỉ suy giảm do sự cạnh tranh từ các chuỗi khách sạn mới hơn đã trở nên phổ biến tại các nút giao thông trên đường cao tốc khi giao thông bị bỏ qua trên các đường cao tốc mới được xây dựng. Một số nhà nghỉ có giá trị lịch sử được liệt kê trong Sổ đăng ký Địa danh Lịch sử Quốc gia Hoa Kỳ. Các nhà nghỉ ven đường thường được xây dựng theo bố cục hình chữ "I"-, "L"- hoặc "U" bao gồm các phòng dành cho khách trú; một văn phòng quản lý trực thuộc; một buồng tiếp tân nhỏ; và trong một số trường hợp, một quán ăn nhỏ và một hồ bơi. Nhà nghỉ ven đường thường có một tầng với các phòng mở thẳng ra bãi đậu xe, giúp khách dễ dàng dỡ hành lý xuống xe.